# Parkstadion
El Parkstadion fou un estadi de futbol de la ciutat de Gelsenkirchen, a Alemanya.
Va ser inaugurat l'any 1973 i va ser seu de la Copa del Món de Futbol de 1974. Fou la seu del club FC Schalke 04 (1973–2001), que actualment juga a l'estadi Veltins-Arena.